# Scher- und Mischteile von Extrusionsanlagen
Scher- und Mischteile von Extrusionsanlagen sind Schneckenelemente beim Extrudieren, welche eine optimale Homogenisierung und Durchmischung der Schmelze hervorrufen sollen.

## Motivation
Die Scher- und Mischelementanwendung bei älteren Extrudern ist aufgrund deren geringer Leistung nur in Sonderfällen notwendig, beispielsweise für Einfärbungen des Materials.
Aufgrund der hohen Durchsätze bei modernen Hochleistungsextrudern reichen konventionelle Schnecken in der Pulver- wie in der Granulatverarbeitung nicht mehr aus. Für optimale Qualität von Schmelze und Farbverteilung müssen daher Scher- und Mischteile an den Schneckenwellen angebracht werden, welche auf die Eigenschaften des Materials, das Schnecken-Zylinder-System und das Werkzeug abzustimmen sind.

## Scherteile
Oft müssen Pigmente durch Scherung in den Kunststoff eingebunden werden.
Im Grunde ist die Scherung ein grundsätzlicher Bestandteil des Mischens. Scherteile verhalten sich zum Material beim Homogenisieren "aggressiver" als Mischteile und kommen immer dann zum Einsatz, wenn zum Beispiel Molekülketten aufgebrochen werden müssen, um eine Verbindung mit den zugegebenen Additiven einzugehen, oder wenn große Glasfaserbestandteile in der Schmelze zerkleinert werden müssen.

## Mischer
Lässt sich in dynamische und statische Mischer unterteilen.

### Dynamische Mischer
Dynamische Mischer (als Aggregate) sorgen bei niederviskosen Flüssigkeiten durch bewegte Teile (Scher- und Mischteile) für Scher- und Dehnströmungen mit Zer- und Verteilwirkung und die Mischwirkung einer vorhandenen (turbulenten) Strömung wird weiter verbessert.

### Statische Mischer
Statische Mischer (als Elemente) kommen nur dann zum Einsatz, wenn eine mechanische und thermische Homogenisierung durch eine Plastifizierschnecke mit dynamischem Mischteil noch nicht erreicht wird (Inhomogenität des Materials). Statische Mischer bestehen meist aus Leitstegen, Leitwendeln oder Bohrungsbündeln, welche die Strömung in Teilströme aufteilen, diese dehnen und darauffolgend die räumliche Anordnung der Strömung stetig ändern. Dadurch wird die Homogenität der Schmelze wesentlich verbessert.
Statische Mischer bestehen meist aus mehreren zusammengesetzten Mischelementen, welche im Strömungskanal mit einem Versatz von 90° zueinander eingebaut werden.
Nachteile: Höhere Kosten, zusätzlicher Druckbedarf, geringfügige Temperaturerhöhung

## Mischen
Mischen  lässt sich in Distributives und in Dispersives Mischen unterteilen.

### Distributives Mischen (Verteilen)
Kennzeichnend für das distributive Mischen ist die Oberflächenvergrößerung, Scherdeformation und die Umlagerung von Partikeln, welche untereinander verträglich sind bei üblichen, im Schneckengang auftretenden Schergeschwindigkeiten. Hierbei kann man auch von einer Verteilung sprechen.
Lassen sich feste Agglomerate beim Mischen nicht verteilen, so können jedoch verformbare Agglomerate aufgelöst und verteilt werden. Um solche verformbaren Agglomerate verteilen zu können, muss mit Mischelementen gearbeitet werden, welche eine hohe Scherung zur Deformation der verformbaren Agglomerate aufweisen und eine darauffolgende Massestromteilung bewirken.
Entscheidend hierbei ist die Geometrie der Elemente, anders als beim dispersiven Mischen, bei dem die Schubspannung bei entsprechender Verweilzeit eine größere Rolle spielt. 

### Dispersives Mischen (Zerteilen)
Müssen untereinander nicht verträgliche Stoffe miteinander gemischt werden, oder aber feste Agglomerate zerteilt bzw. fein verteilt werden, so ist vom dispersiven Mischen die Rede. Hierbei müssen Teilchen aufgebrochen werden, um miteinander vermischt werden zu können. Dieses Zerteilen ist komplexer als das distributive Mischen.
Bei Füll- und Farbstoffen müssen die Bindungskräfte zwischen den Atomen und Molekülen überwunden werden, da die Grenzflächenspannung dieser Stoffe gegen die Deformation arbeitet. Durch ein Dehn- und Schubspannungsfeld wird die gewollte Deformation hervorgerufen. Hierbei kommt es zunächst zu einer Dehnung der viskosen Partikel, bis diese schließlich in mehrere kleine Partikel zerfallen.
Beim dispersiven Mischen sind hohe Schergeschwindigkeiten gefragt. Ein optimales Zerteilen ist von der Höhe der Spannungen und der Einwirkzeit abhängig.
Beim dispersiven Mischen kommen Scherteile (vgl. Stromstörer) zum Einsatz.

## Optimierung eines Zylinder-Schnecken-Systems durch ein Mischteil

### Voraussetzungen
Die Schmelztemperatur muss beim Arbeiten mit der Grundschnecke ohne Mischteil selbst bei höchsten Drehzahlen mit dem verwendeten Rohstoff unter der maximal zulässigen Temperatur liegen. Diese Forderung ist sehr wichtig, weil im später eingebauten Mischteil ein bestimmter Energieanteil zusätzlich in die Schmelze eingebracht wird.
Beim Einbau der Grundschnecke muss der Antrieb des Extruders im angestrebten Drehzahlbereich ohne Mischteil noch Leistungsreserven aufweisen.
Diese Forderung ist sehr wichtig, da der umgesetzte Energieanteil eine höhere Leistungsabgabe des Antriebes erfordert.
Es muss noch eine Drehzahlreserve vorhanden sein, um den Extruder gegenüber dem bisher genutzten Drehzahlbereich noch höhere Drehzahlen zu ermöglichen.

### Ringspalt-Lückenmischteil und modifiziertes Leroy-Scherteil
Beide Mischelemente lassen sich in einfacher Nacharbeit leicht optimieren, indem man die Lücken vergrößert oder die Scherspalte nacharbeitet.
Recht gute Ergebnisse beim Verarbeiten von mittel- bis hochmolekularem PE hoher Dichte wurden mit dem Ringspalt-Lückenmischteil erzielt, der sog. Leroy-Torpedo, der in einer modifizierten Ausführung erprobt wurde, ist ebenfalls ein Mischelement mit stärkerer Scherwirkung.